# Беклемишев, Никита Васильевич
Никита Васильевич Беклемишев — московский дворянин, дьяк на службе у великого князя московского Ивана III.

## Происхождение и семья
Дворянин из рода Беклемишевых – потомок в V колене Гавриила, приехавшего на московскую службу из Новгорода. Внук Фёдора Елизариевича Беклемиша, по прозвищу которого образована фамилия. Средний, из семи сыновей Василия Фёдоровича Беклемишева.

## Служба
В 1471 году был послан в степь для поисков татарского царевича Муртазы сына Мустафы, внука Улу-Мухаммеда, чтобы пригласить его на службу к Ивану III. Эта миссия была успешно выполнена. В 1474 году был послан к крымскому хану Менгли-Гирею для заключения союза. В 1475 сопровождал Ивана III в Новгород. Имел сыновей Ивана Берсеня и Григория.
Имя Никиты Беклемишева постоянно встречается при перечислении лиц, сопровождавших Ивана III во время его отлучек из Москвы. Очевидно, что дьяк этот был в милости у Государя. Упоминается по имени в шертной (клятвенной) грамоте крымского хана Ивану III как «Российский посол Боярин Никита Беклемишев».